# Puy de musique d’Évreux
Le Puy de musique d’Évreux est un concours de composition musicale et de poésie qui s’est tenu annuellement à Évreux depuis 1575 jusqu’à la fin du XVIIe siècle, au moins.

## Fondation

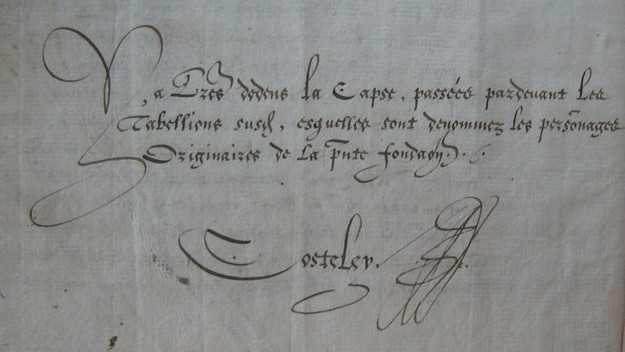
Signature de Guillaume Costeley sur le livre de la fondation de la Confrérie Sainte-Cécile d'Evreux (AD Eure : D 3)

Ce puy de musique est, dans le royaume de France, à la fois le premier du genre et le plus important. Il a été fait à l’exemple des concours de poésie, qui sont attestés en Normandie depuis le XIIIe siècle et bien établis durant la Renaissance. C’est à Guillaume Costeley, compositeur et organiste du roi, qu’on en doit l’initiative. Établi à Évreux depuis 1570, il fonde cette année-là une confrérie des chanteurs de la cathédrale Notre-Dame d'Évreux qui est consacrée à sainte Cécile, patronne des musiciens. Elle devait célébrer trois services religieux en musique la veille et le jour de la sainte Cécile (21 novembre), et une messe des trépassés le lendemain. Comme dans les autres confréries de Sainte-Cécile, il y avait aussi un banquet des musiciens le jour de la fête de leur sainte patronne.
La confrérie d’Évreux a la particularité d’avoir donné lieu cinq années plus tard, en 1575, à la première édition d’un « puy » de musique, c’est-à-dire un concours de composition musicale, qui eut lieu au moins jusqu'à la fin du XVIIe siècle et connut une audience nationale. La fondation de la confrérie prévoyait qu’elle soit placée tous les ans sous le patronage d’un « prince » (un notable, un noble, un ecclésiastique, un homme de droit…), chargé d’en surveiller le déroulement et de régaler tous les confrères dans un banquet à la fin du concours. De plus, un trésorier nommé pour 3 ans en gérait les comptes.
Par voie d’affiche, les musiciens du royaume étaient sollicités pour envoyer une pièce de musique sous forme anonyme. Le concours était divisé en quatre catégories et faisait l’objet de plusieurs prix sous la forme d'une pièce d’orfèvrerie attachée à une chaînette :
- un motet à cinq voix en deux parties (les deux premiers nommés recevaient l’orgue et ou la harpe d’argent) ;
- une chanson à cinq voix sur un poème à choisir (les deux premiers nommés recevaient le luth et la lyre d’argent) ;
- un air ou chanson légère ou facétieuse à quatre voix (les deux premiers nommés recevaient le cornet et la flûte d'argent) ;
- une chanson spirituelle sur un sonnet chrétien, en deux parties (le gagnant recevait le « triomphe de la Cécile, enrichi d'or, qui est le plus grand prix »).

Les deux motets primés étaient chantés devant le portail de l’église Notre-Dame avant qu’on révèle le nom de leur auteur, tandis que les autres pièces étaient interprétées de même dans la cour de la maison des enfants de chœur. Il arrivait que les chanteurs d’Évreux soient assistés, pour cela, par des instrumentistes ou des chanteurs venus de la région ou de Paris.

## Sources
À Évreux, les Archives départementales de l’Eure conservent :
- sous la cote D 3, un registre de 152 feuillets qui contient : ¶ f. 2r-5v : une copie de la charte de fondation de la confrérie, datée du lundi 12 octobre 1570. ¶ f. 6r-7v : une copie du contrat de constitution d’une rente pour la fondation, signée par Costeley le jeudi 5 novembre 1573. ¶ f. 8r-12v : une copie d’un supplément à la fondation, qui institue un trésorier et précise quelques détails ; ce supplément date de 1573. ¶ f. 16r-16v : un résumé des devoirs du Prince. ¶ f. 17r-17v : les charges du Prince pour le puy de 1575. ¶ f. 19v-115v : la liste des fondateurs du service de Sainte-Cécile : il s’agit des donateurs ayant acquitté leurs dons entre 1571 et 1592 ; ces dons servaient à confectionner les prix par un orfèvre. ¶ f. 123r-126r : le palmarès du puy de 1575 à 1589. ¶ f. 135v-136v : la liste des membres reçus en la confrérie entre 1571 et 1612. ¶ f. 138v-142r : index par prénom des confrères. ¶ f. 145v-146r : la liste chronologique des princes de 1571 à 1602. ¶ f. 146v-147r : la liste des confrères décédés entre 1571 et 1587. ¶ f. 149r-151v : un état des dettes dues par les confrères, du 22 novembre 1598. Ce registre a été presque intégralement et très soigneusement transcrit dans Bonnin 1837.
- sous la cote D 4 : un cahier de 24 feuillets contenant copie de la charte de fondation de la confrérie et des éléments divers.
- sous la cote D 5 : un fragment de l’affiche de 1667 (reproduit dans Guillo 2011 p. 115 et Teviotdale 1993 p. 18).

## Palmarès

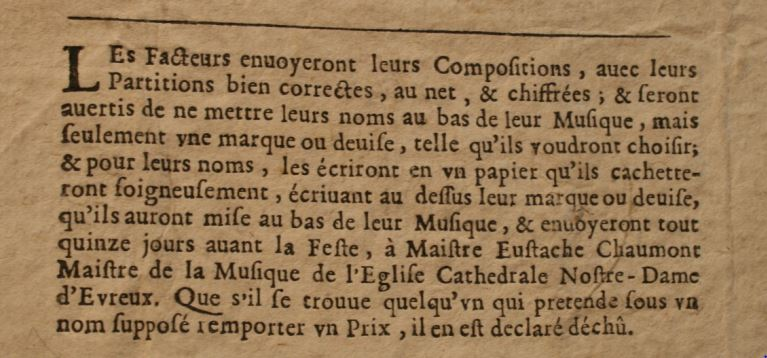
Un extrait de l'affiche du Puy d'Évreux de 1667 (AD Eure : D 5)

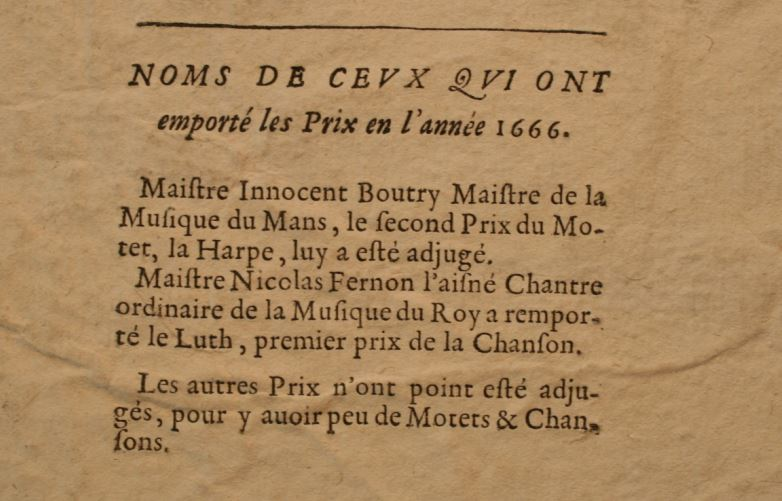
Un extrait de l'affiche du Puy d'Évreux de 1667 (AD Eure : D 5)

On peut attribuer à l’excellente réputation de Costeley le fait que tout ce que la France comptait de compositeurs importants participa à ce concours ; le palmarès révèle en effet quantité de noms connus (y compris des compositeurs au service du roi de France) ou moins connus. Le concours fut également connu à l’étranger, puisqu’y figurent aussi Orlande de Lassus, alors en poste à Munich, et Georges de La Hèle, maître de musique de Philippe II d’Espagne.
Hélas, les pièces originales reçues de la France entière sont toutes perdues, de même les volumes dans lesquels la confrérie avait fait copier toutes les œuvres remarquables. De fait, sur les 57 compositions primées entre 1575 et 1589, moins d’une dizaine sont actuellement connues par d’autres sources.
La palmarès s’interrompt après 1589 à cause des troubles de la Ligue, mais le puy reprend ensuite à une date indéterminée. Le décès de Costeley en 1606 en a probablement troublé l’organisation mais on sait qu’il a continué bien plus tard, puisqu’on possède en 1614 une quittance de l’orfèvre chargé de fabriquer les prix et qu’en 1667 une affiche fragmentaire révèle les noms des gagnants de l’année 1666.
Les musiciens primés dont on connaît les noms sont :
- 1575 : Orlande de Lassus (motet, orgue d’argent), Raymond de La Cassaigne (motet, harpe d’argent), Jacques Salmon (chanson, luth d’argent), Nicolas Millot (chanson, lyre d’argent), Eustache Du Caurroy (air, cornet d’argent), Jehan Boette (chanson spirituelle, triomphe d’or).
- 1576 : Eustache Du Caurroy (motet, orgue d’argent), Georges de la Hèle (motet, harpe d’argent), le même (chanson, luth d’argent), Claude Petit-Jan (chanson, lyre d’argent), Claude Le Painctre (air, flûte d’argent), Fabrice Marin Caietain (air, cornet d’argent), Barillault, (chanson spirituelle, triomphe d’or).
- 1577 : Michel Fabry (motet, orgue d’argent), Jehan Pennequin (chanson, lyre d’argent), André Sonnoys (air, flûte d’argent).
- 1578 : Étienne Testart (motet, orgue d’argent), Jean Planson (motet, harpe d’argent), Jean de Maletty (chansons, luth d’argent), Robert Goussu (chanson, lyre d’argent), Jean Planson (chanson spirituelle, triomphe d’or).
- 1579 : aucun prix remis cette année.
- 1580 : Robert Goussu (motet, harpe d’argent), Jehan Girard (chanson, lyre d’argent).
- 1581 : Jacques Mauduit (motet, orgue d’argent), Michel Nicole (motet, harpe d’argent), Germain Le Boudier (chanson, luth d’argent), Michel Fabry (chanson, lyre d’argent).
- 1582 : Michel Malherbe (motet, harpe d’argent), Nicolas Mazouyer (chanson, lyre d’argent).
- 1583 : Orlande de Lassus (motet, orgue d’argent), Abraham Blondet (motet, harpe d’argent), Eustache Du Caurroy (chanson, luth d’argent), Robert Goussu (chanson, lyre d’argent).
- 1584 : Toussaint Savary (motet, orgue d’argent), Paschal de L'Estocart (motet, harpe d’argent), Robert Goussu (chanson, luth d’argent), Nicolas Morel (chanson, lyre d’argent).
- 1585 : Adrian Allou (motet, orgue d’argent), François Habert (motet, harpe d’argent), Robert Goussu (chanson, luth d’argent), Pierre Quitrée (chanson, lyre d’argent).
- 1586 : Robert Goussu (motet, orgue d’argent), Regolo Vecoli (motet, harpe d’argent), Nicolas Morel (chanson, luth d’argent), Pierre Le Martinel (chanson, lyre d’argent).
- 1587 : Raymond de La Cassaigne (motet, orgue d’argent), Abraham Fourdy (motet, harpe d’argent), Denis Caignet (chanson, luth d’argent), Pierre Le Terrier (chanson, lyre d’argent).
- 1588 : Nicolas Vauquet (motet, orgue d’argent), Daniel Guichart (motet, harpe d’argent), Jacques Peris (chanson, luth d’argent), Toussaint Savary (chanson, lyre d’argent).
- 1589 : Jehan Boette le jeune (motet, orgue d’argent), Jacques Péris (motet, harpe d’argent), Jacques Peris (chanson, luth d’argent), Raulin Dumont (chanson, lyre d’argent).
- 1666 : Innocent Boutry (motet, harpe d’argent), Nicolas Fernon l’aîné (chanson, luth d’argent).

## Le Puy neuf, depuis 2007
À partir de 2007, un projet de renaissance du puy de musique a été mené à Évreux avec le concours de la DRAC Haute-Normandie et du Conseil Général de l’Eure. Il a fait l’objet de plusieurs concours de compositions, chantées lors de concerts durant lesquels des compositions du XVIe siècle ont également été interprétées. Voir le détail ci-dessous dans les liens externes.